# Ivan Konstantinovitch Grigorovitch
Pour les articles homonymes, voir Grigorovitch.
Ivan Konstantinovitch Grigorovitch (en russe : Григорович, Иван Константинович), né le 26 janvier 1853 et mort le 3 mars 1930 à Menton, est un amiral et homme politique russe. Membre du Conseil d'État en 1914, il fut le dernier ministre de la Marine impériale de Russie du 19 mars 1911 au 28 février 1917.

## Biographie
Issu d'une famille noble russe, il opta pour une carrière militaire après le décès de son père, Konstantin Ivanovitch Grigorovitch.
En 1874, il sortit diplômé de l'École navale (ancien Corps des cadets de la Marine de 1867 à 1891). Il entama une longue expédition en mer, au terme de laquelle il fut promu adjudant en 1875. Affecté dans la flotte de la Baltique entre 1874 en 1886, il exerça le commandement sur plusieurs bâtiments de guerre, notamment le Voevoda. Il prit part à l'expédition Tsimbriskoï, composée d'un groupe de marins qui se rendirent aux États-Unis à bord du Tsimbria afin de rejoindre les équipages des croiseurs achetés au chantier naval de Krampe à Philadelphie. Le but de cette opération était de détourner l'attention des Britanniques du théâtre des actions militaires de la guerre russo-turque de 1877-1878.
De 1879 à 1881, Grigorovitch servit à bord du croiseur Zabaïka avant de retourner à Kronstadt. Devenu lieutenant de marine, il prit le commandement de son premier bâtiment de guerre, un petit steamer portant le nom de Kolduntchik. De 1884 à 1886, il commanda le steamer Rybka, puis de 1890 à 1891,  le steamer Saint-Petersbourg. En qualité d'officier supérieur, il servit sur la frégate Vityaz puis, en 1893, sur le croiseur Amiral Kornilov. En 1895, il fut nommé commandant  du croiseur Razboïnik., puis commandant du croiseur de défense côtière Voevoda en 1896. Le 26 septembre 1896, il fut décoré de l'Ordre de Saint-Vladimir (4e classe) et fut élevé au grade de capitaine 2e rang (grade correspondant à celui de lieutenant colonel dans l'infanterie ou l'armée de l'air).
De 1896 à 1897, il séjourna en Grande-Bretagne, où il servit dans la Royal Navy et remplit également des missions diplomatiques pour la Russie impériale. De 1897 à 1898, il fut représentant de la Marine impériale de Russie à Londres et remplit les fonctions d'agent naval en France. En 1898, au cours de son séjour en France, il fut chargé de la supervision de la construction des cuirassés Tsarevitch et Bayan au chantier naval de Toulon. Le 13 avril 1893, il fut élevé au grade de capitaine 1re classe (grade correspondant à celui de colonel dans l'infanterie ou l'armée de l'air). En 1899, le commandement du  cuirassé Tsarevitch encore en construction lui fut confié. Il alla ensuite rejoindre la 1re escadre du Pacifique basée à Port-Arthur en 1903. Après le tragique naufrage du Petropavlovsk et la mort de son commandant, l'amiral Stepan Ossipovitch Makarov, le 28 mars 1903, Grigorovitch fut promu kontr-admiral et nommé commandant en chef de Port-Arthur. Il demeura à ce poste pendant toute la durée du siège de la forteresse. Grâce à ses capacités d'administrateur, il sut maintenir l'ordre dans les bassins et au sein de la flotte russe jusqu'au terme de ce siège. Pour son courage, en 1904, il fut décoré en 1904 de l'Ordre de Saint-Stanislas avec épée et l'Ordre de Saint-Vladimir (3e classe avec épées).
En 1905-1906, il occupa les fonctions de chef d'état-major de la flotte de la mer Noire et de ses ports. Le 14 mai 1906, il fut blessé à la tête lors d'un attentat. Après l'assassinat de l'amiral Grigory Pavlovitch Tchouhnine, Grigorovitch lui succéda en qualité de commandant de la flotte de la mer Noire. En décembre 1906, il fut transféré dans la flotte de la Baltique et exerça le commandement du port de Liepaja et de sa flotte. Il fit construire le premier sous-marin de la Marine impériale russe. En récompense de son travail, il fut décoré de l'Ordre de Sainte-Anne (1re classe) en 1908. De 1908 à 1909, il fut le commandant en chef des forces navales de la Baltique. Entre 1908 et 1909, il cumula les fonctions  de gouverneur militaire et de commandant en chef du port de Kronstadt.
Le 9 février 1909, il fut nommé vice-ministre de la Marine impériale de Russie et élevé le 29 mars au grade de vice-amiral.

### Ministre de la Marine impériale de Russie

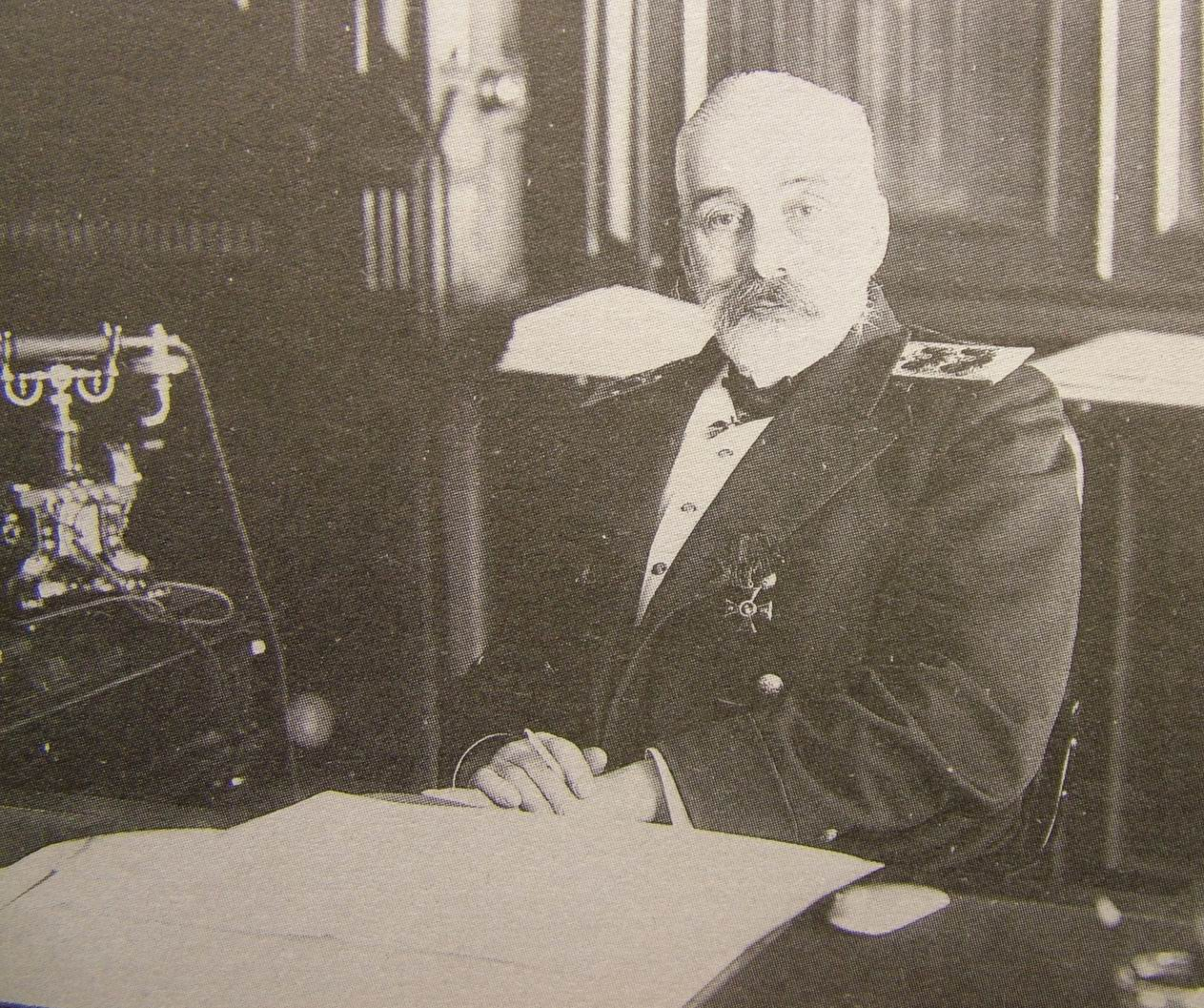
L'amiral Ivan Grigorovitch

Le 19 mars 1911, la Douma obtint la démission de Stepan Arkadievitch Voevodsky. Le même jour, Grigorovitch fut nommé ministre de la Marine impériale de Russie et amiral. Le nouveau ministre se débarrassa très vite des paresseux et organisa le travail de chacun de ses subordonnés. Il noua des relations avec la Douma et les plus hautes sphères de la Russie impériale. Les marins le surnommèrent l'« ennuyeux amiral ». Il entreprit de visiter les chantiers navals, les différentes flottes de la Russie impériale, la construction navale. Il surveilla personnellement les progrès de la construction des bâtiments de guerre, la formation des équipages et des marins. Entre 1911 et 1914, il élabora un certain nombre de projets visant à la construction de nouveaux bâtiments de guerre destinés à la flotte de la mer Noire. En 1912, il lança des appels d'offres aux entrepreneurs privés et aux chantiers navals des pays étrangers pour la flotte de la Baltique. En 1913, il lança le projet de la construction de nouveaux croiseurs de la classe Riourik, de croiseurs légers de la classe Svetlana, de sous-marins et d'équipements divers. Selon la plupart des historiens, Grigorovitch fut à l'origine de la Marine soviétique : sans les évènements de la Révolution de février en 1917, lors de la Première Guerre mondiale, la flotte de la Baltique serait restée invincible.
Grigorovitch fit preuve de beaucoup d'autorité au Conseil d'État et fut très apprécié de Nicolas II de Russie. Parmi les 18 ministres que compta la Marine impériale de Russie, il fut celui qui obtint les meilleurs résultats. Il prit acte des lacunes de la flotte russe lors de la Guerre russo-japonaise de 1904 et 1905 et reconstruisit la flotte russe sur de nouvelles bases. Sous son mandat une nouvelle flotte fut créée la flotte de l'Arctique.

### Sous le régime bolchevique
Le 22 mars 1917, il fut démis de ses fonctions ministérielles et fut rayé des effectifs de la marine à la fin du mois. La possibilité de quitter la Russie se présenta à lui, mais il prit la décision de rester. En 1920, les Bolcheviques lui confièrent le poste de membre du personnel de la Commission historique de la Marine et des Archives de la Marine. Il commença la rédaction des Mémoires d'un ancien ministre des transports maritimes.

### Exil et décès
En 1924, gravement malade, il quitta la Russie afin de recevoir des soins médicaux et de subir une opération chirurgicale. Il se rendit à Menton, où il vécut dans un état d'extrême pauvreté. La France comme l'Angleterre lui proposèrent une pension, mais il refusa. Il termina sa vie en réalisant son rêve de jeunesse : peindre des paysages marins, tout en vivant de la vente de ses œuvres. Le 3 mars 1930, il décéda à Menton dans le plus grand dénuement et oublié de tous. Dans son testament, il avait émis le vœu d'être inhumé à Saint-Pétersbourg aux côtés de son épouse, mais il fut inhumé au cimetière russe de Menton.

## Le transfert des cendres de l'amiral Grigorovitch à Saint-Pétersbourg
Le 5 juillet 2005, des navires de la flotte russe de la mer Noire, dont le croiseur lanceur de missiles Moskva et la frégate Pytlily, quittèrent Sébastopol. L'un des bâtiments de guerre ancra dans le port de Menton, et l'urne contenant les cendres de l'amiral fut déposée à bord du navire puis transférée à Novorossiisk par avion. Le 24 juillet eut lieu une cérémonie à laquelle assistèrent le vice-amiral Tatarinov, commandant de la flotte russe de la mer Noire, l'amiral Valouïev, commandant de la flotte de la mer Baltique, les deux petites-filles de l'amiral Grigorovitch, les élus de la ville, des soldats et la population de Novorossiisk. Au moment où l'urne fut posée sur un affût de canon, douze coups de canon retentirent et l'urne fut recouverte du drapeau russe tandis qu'un prêtre récitait les prières d'usage. Cette cérémonie terminée, l'urne fut transportée par avion à destination d'Anapa, puis vers Saint-Pétersbourg. Le 26 juillet, le cortège funèbre passa devant l'Amirauté et l'on inhuma la dépouille de l'amiral dans la crypte familiale du cimetière de Saint-Nicolas au monastère Alexandre-Nevski.

## Distinctions
- 26 septembre 1896 : Ordre de Saint-Vladimir
- 1904 : Ordre de Saint-Stanislas (avec épées)
- 1904 : Ordre de Saint-Vladimir (3e classe avec épées)
- 1908 : Ordre de Sainte-Anne (1re classe)

## Sources
- Funeral-spb.narod.ru
- www.meretmarine.com